# Alger, la Mecque des révolutionnaires
Alger, la Mecque des révolutionnaires (en arabe : الجزائر مكة الثوار) est un terme ou expression qui désigne la période allant du début des années 1960 au milieu des années 1970, durant laquelle l'Algérie indépendante, pays emblématique du mouvement des non-alignés, a apporté un soutien important aux mouvements anticoloniaux et révolutionnaires à travers le monde.